# Кам'янка (ліва притока Росі)
Кам'янка — річка в Україні, у Корсунь-Шевченківському районі Черкаської області. Ліва притока Росі (басейн Дніпра).

## Опис
Довжина 15 км, похил річки — 1,7 м/км. Площа басейну 48,8 км².

## Розташування
Бере початок у селі Сотники. Тече переважно на південний схід через Корсунь-Шевченківський і впадає у річку Рось, праву притоку Дніпра. 
Річку перетинає автошлях Т 2403.